# Чикаго (річка)
Чика́го (англ. Chicago River) — система річок і каналів у США загальною довжиною 251 км, що протікає через центр однойменного міста. Незважаючи на порівняно незначну довжину річки, через її сполучення з озером Мічиган та річкою Міссісіпі, що впадає в Мексиканську затоку, Чикаго став важливим промисловим і транспортним центром.
Річка також відома тим, що 1887 року Генеральна асамблея Іллінойсу з санітарних міркувань вирішила змінити напрямок течії річки засобами будівельної інженерії, збираючи воду з озера Мічиган та виливаючи її в басейн річки Міссісіпі. Причиною було те, що через розростання міста все більша кількість відходів виливалася в озеро Мічиган, що спричиняло захворювання серед мешканців, зокрема, черевний тиф. Санітарний округ Чикаго, створений для цієї цілі, виконав завдання зі зміни течії у 1900 році, змінивши напрямок головної та південної гілок річки за допомогою шлюзів та переміщення водних мас.
1999 року Американською спілкою будівельних інженерів (ASCE) ця система була визнана «Пам'ятником будівельній інженерії тисячоліття» (англ. Civil Engineering Monument of the Millennium).

## Мости
Перший міст через річку було збудовано на північній гілці неподалік сучасної Кінзі-стріт в 1832 році. Другий міст, через південну гілку біля Рендольф-стріт, був споруджений 1833 року. Перший розвідний міст було споруджено 1834 року через головний канал в районі Дірборн-стріт. Всього є 38 розвідних мостів через річку, хоча свого часу їхня кількість сягала 52.

## День святого Патрика

Оброблене фото святкування Дня святого Патрика на річці Чикаго в 2009 році

За більш ніж 50-річною традицією, річка Чикаго щороку фарбується зеленим кольором на честь Дня святого Патрика. Це зазвичай відбувається не на сам День святого Патрика, а найближчої суботи. Фарба зникає протягом кількох днів.
Ця традиція виникла випадково, коли водопровідники використовували зелену флуоресцеїнову фарбу для відшукування джерел незаконного забруднення річки. Фарбування річки досі спонсорується місцевою спілкою водопровідників, але використання флуоресцеїну було заборонено як шкідливе. Через це фарбу було замінено рослинною.

## Галерея

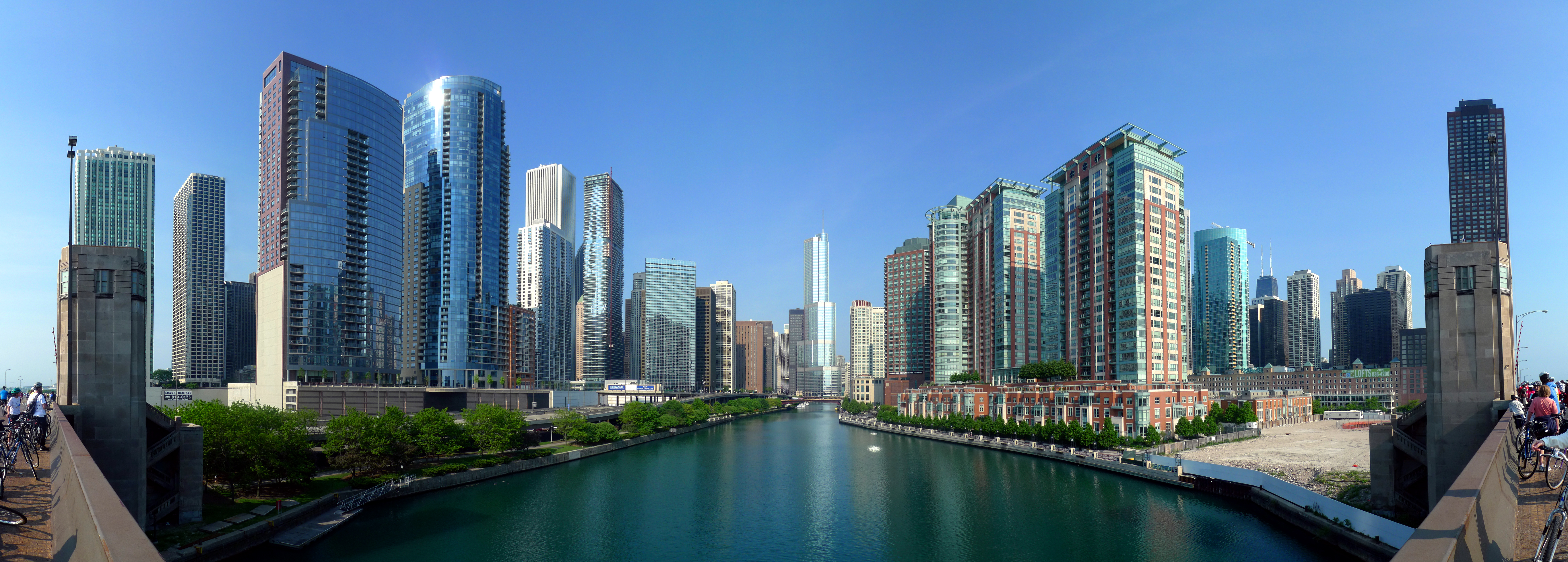
Вид на головний канал з набережної озера Мічиган

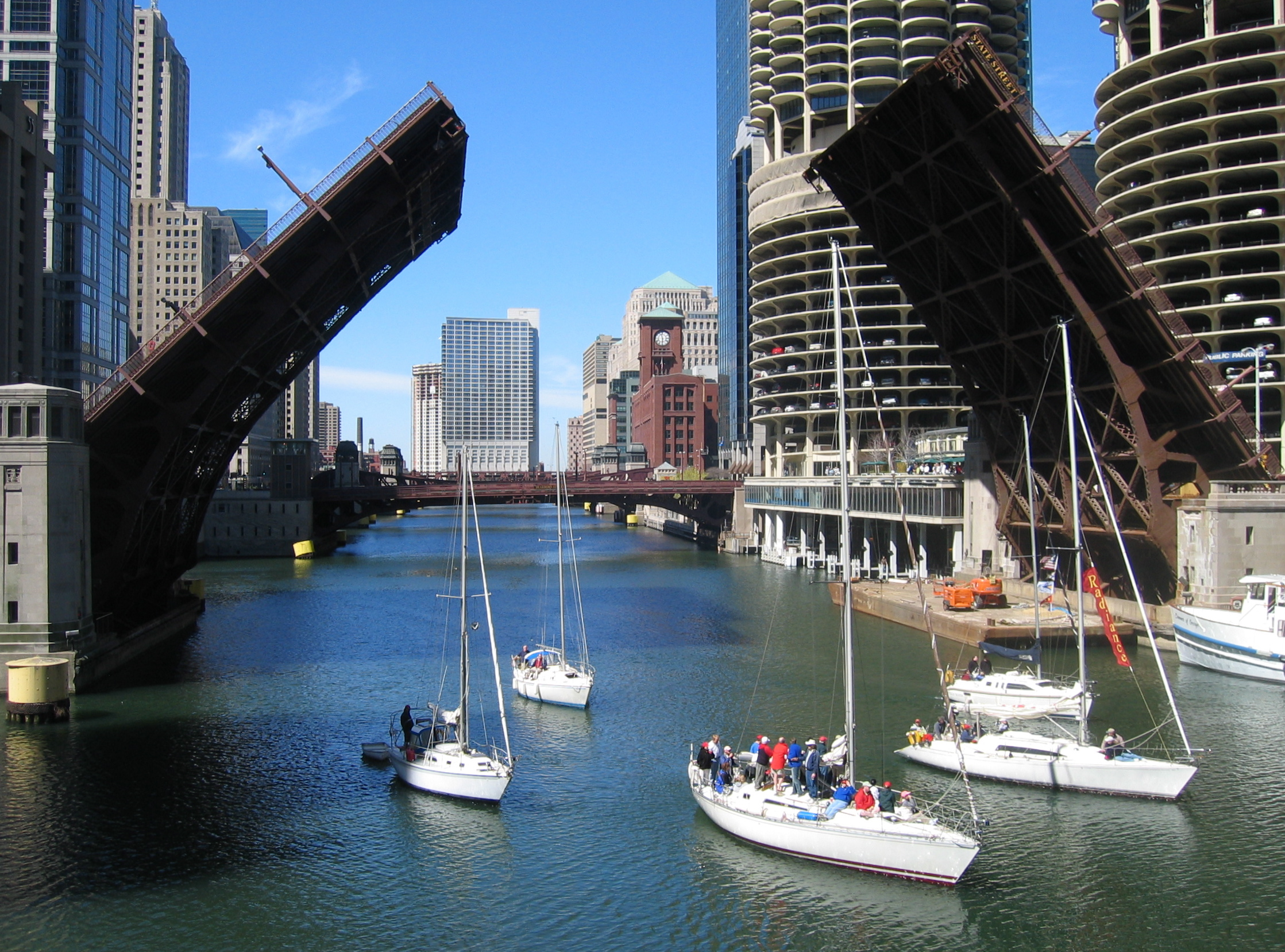
Міст Стейт-стріт, розведений для пропуску човнів
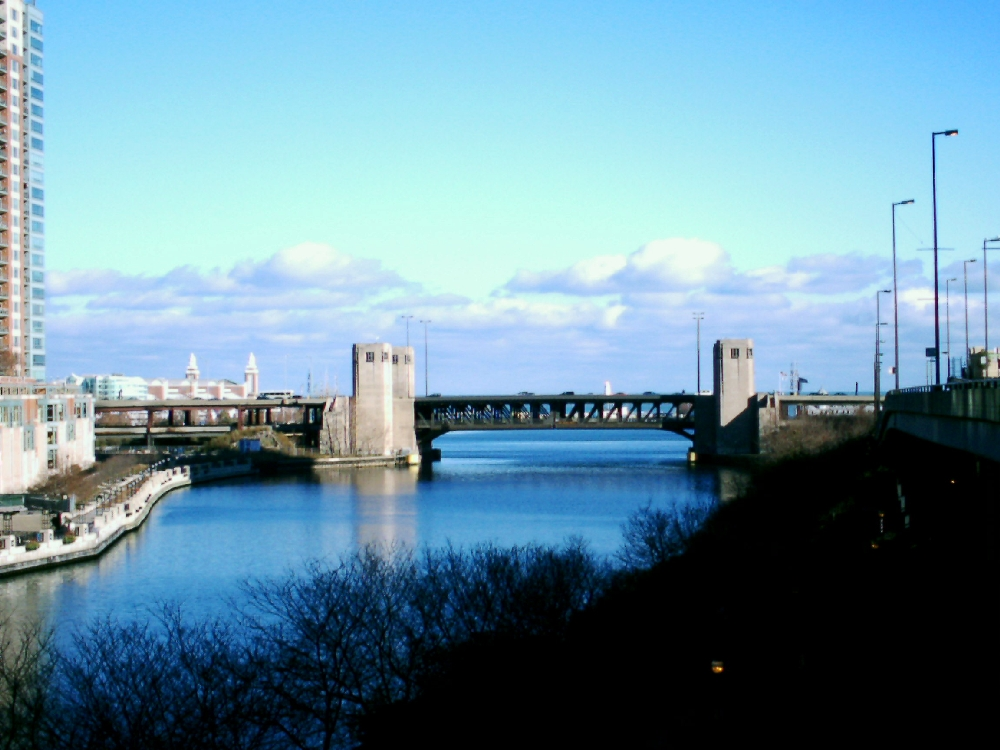
Міст через річку на набережній озера Мічиган
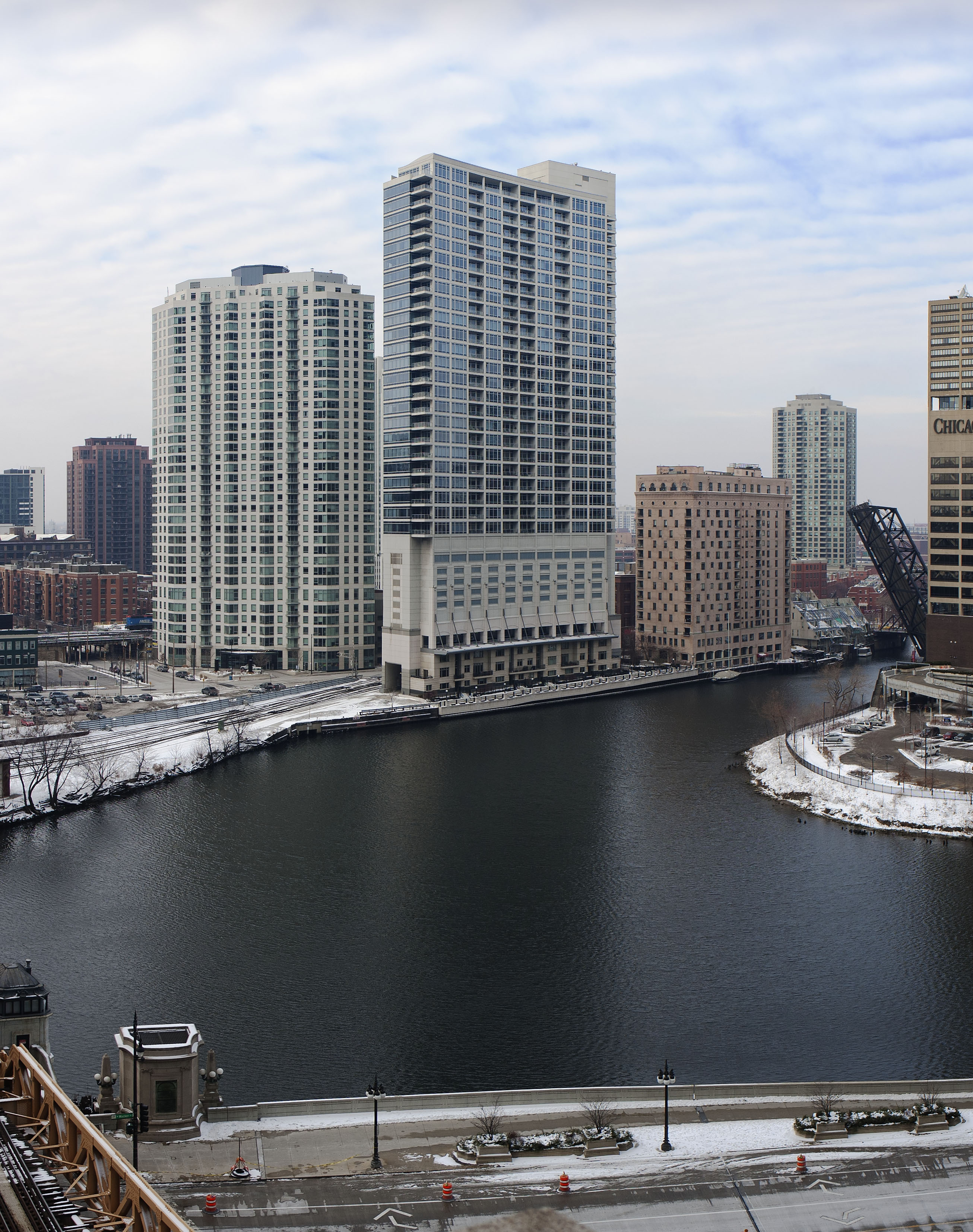
Вулф-пойнт - місце збігу трьох гілок річки
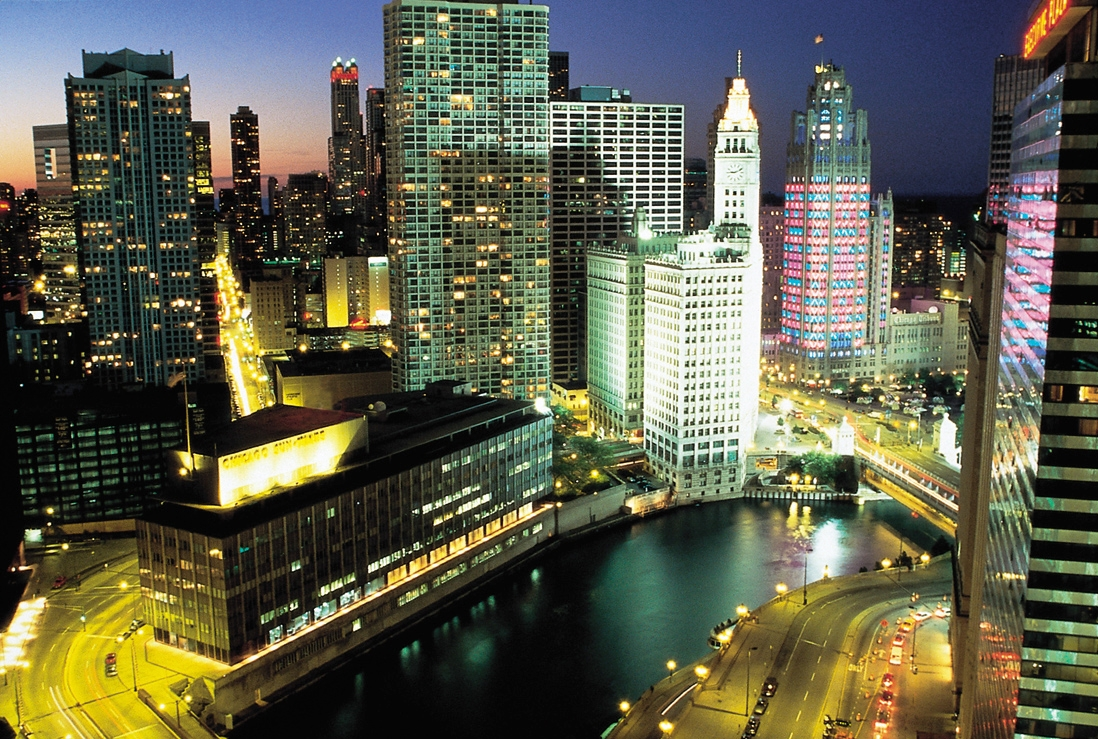
Головний канал вночі
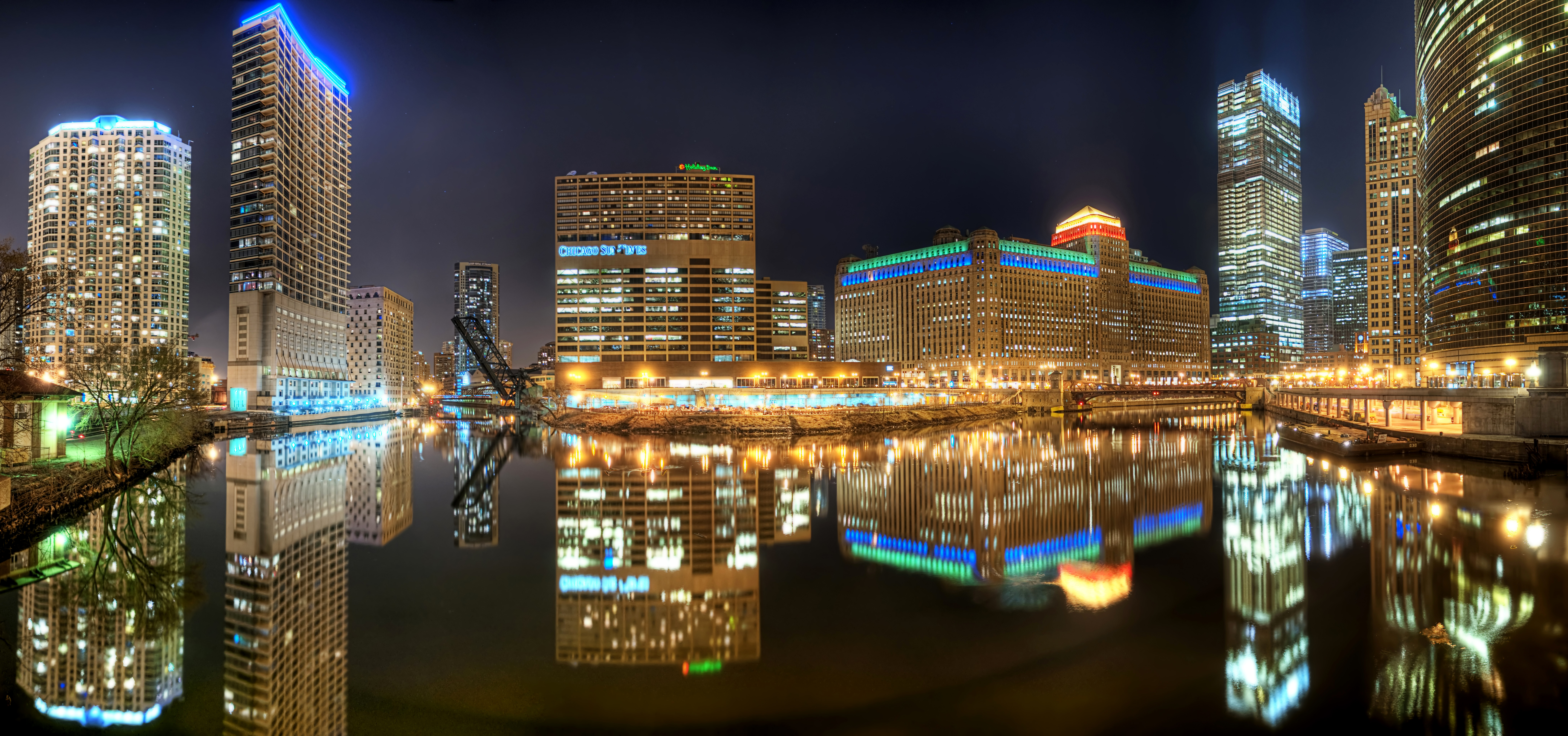
Вид з південної гілки
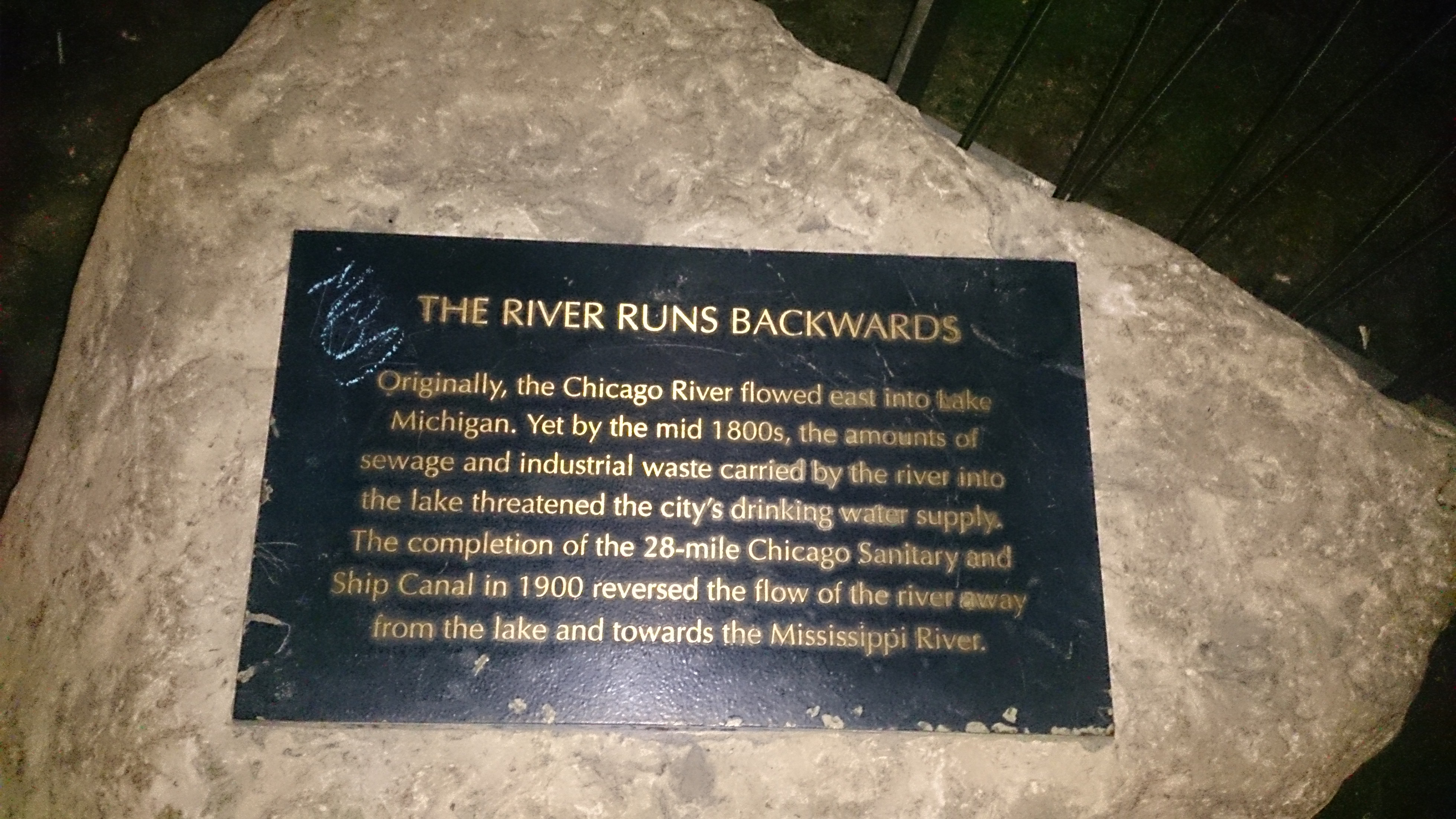
Пам'ятний знак про зміну течії на камені в центрі Чикаго